# Nürnberg Nordost
Nürnberg Nordost – stacja kolejowa w Norymberdze, w kraju związkowym Bawaria, w Niemczech. Znajduje się tu 1 peron.